# یوبو، نپال
یوبو، نپال (به لاتین: Ubu, Nepal) یک منطقهٔ مسکونی در نپال است که در Okhaldhunga District واقع شده‌است.

## خصوصیات
یوبو ۳٬۰۷۵ نفر جمعیت دارد.